# Meridian 2
Meridian 2 é um satélite russo de telecomunicações via satélite . É o segundo satélite da série Meridian que vai até cinco satélites, substituindo a série Molniya de satélites. O satélite foi lançado em 21 de maio de 2009 às 21:53:00 UTC do cosmódromo de Plesetsk, na Rússia. Foi-se utilizado um foguete Soyuz-2.1a.